# اچ‌نوام‌اس نوردکاپ
اچ‌نوام‌اس نوردکاپ (به انگلیسی: HNoMS Nordkapp) یک کشتی است که طول آن ۱۳۰٫۵ فوت (۳۹٫۷۸ متر) می‌باشد. این کشتی در سال ۱۹۳۷ ساخته شد.